# Cheilocostus
Genre
Classification phylogénétique

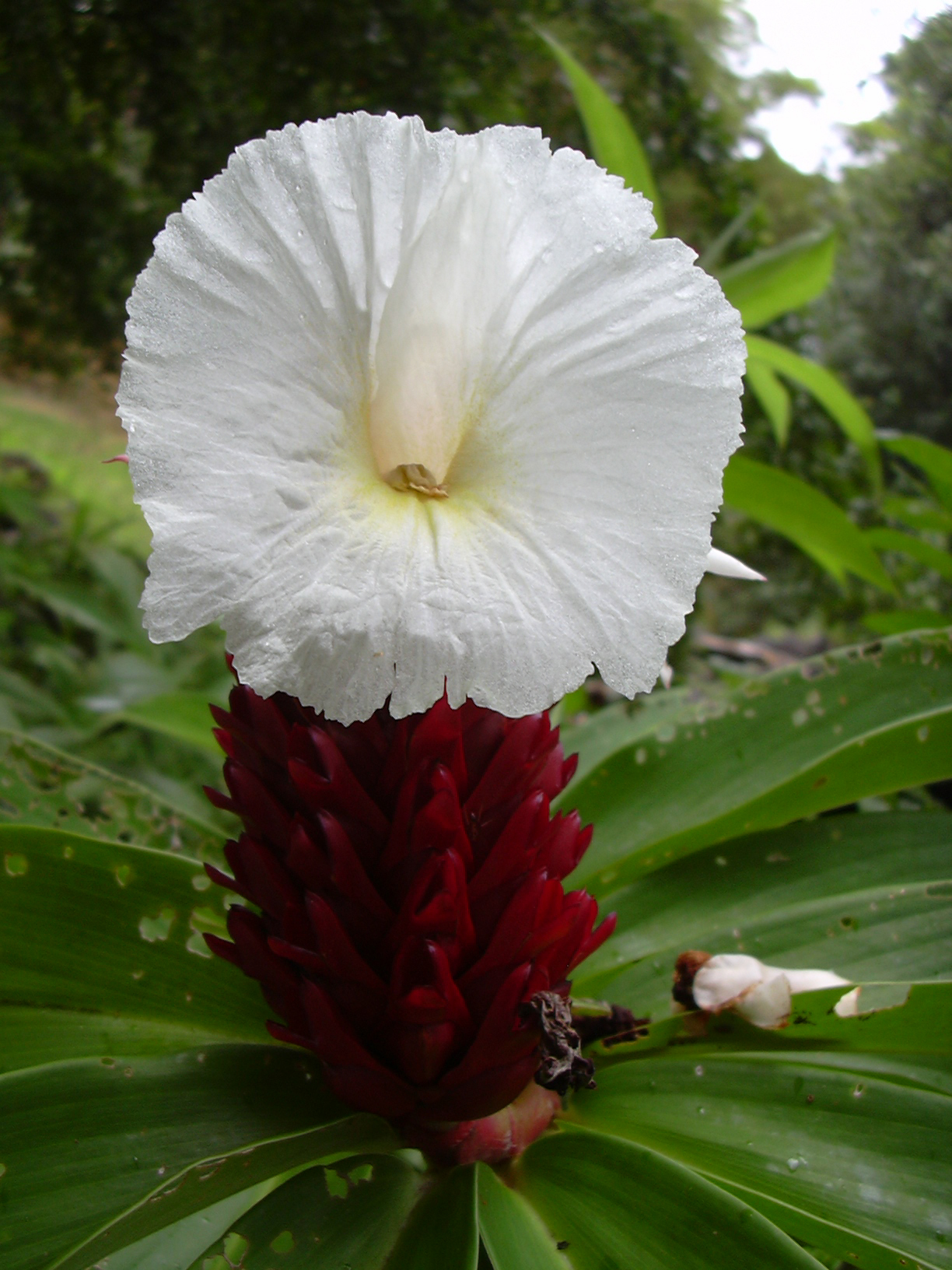
Inflorescence de Cheilocostus speciosus. À remarquer : le très grand labelle blanc.

Cheilocostus est un genre de plantes à fleurs de la famille des Costaceae. Il compte 5 espèces originaires de l'Asie du Sud-Est : Indonésie, Malaisie, Nouvelle-Guinée ...

## Liste d'espèces
Selon World Checklist of Selected Plant Families (WCSP) (18 février 2012)
- Cheilocostus borneensis A.D.Poulsen (2010)
- Cheilocostus globosus (Blume) C.D.Specht (Syn.: Costus globosus Blume)
- Cheilocostus lacerus (Gagnep.) C.D.Specht   (Syn.: Costus lacerus Gagnep.)
- Cheilocostus sopuensis (Maas & H.Maas) C.D.Specht (Syn.: Costus sopuensis Maas & H.Maas)
- Cheilocostus speciosus (J.Koenig) C.D.Specht (Syn.: Costus speciosus J.Koenig Sm., Banksea speciosa J.Koenig, Costus lamingtonii F.M.Bailey, Costus formosanus Nakai, Costus speciosus var. formosanus (Nakai) S.S.Ying)